# Eva Kailí
Eva Kailí (grec: Εύα Καϊλή; nascuda el 26 d'octubre del 1978) és una política i antiga presentadora de televisió grega. Membre del Moviment Socialista Panhel·lènic (PASOK), va ser elegida com a vicepresidenta, entre els 14 que ocupen aquesta funció, del Parlament Europeu el 18 de gener del 2022 amb 454 vots. És membre del Parlament Europeu d'ençà del 2014.
El desembre de 2022, Eva Kailí fou interrogada en relació amb una trama de presumptes suborns per a afavorir els interessos de Qatar.

## Biografia
Eva Kailí va néixer el 26 d'octubre de 1978 a Tessalònica al si d'una família benestant grega. El seu pare, Aléxandros Kailís, que va néixer a Istambul, és director general del govern regional de Macedònia Central, enginyer mecànic i elèctric, mentre que la seva mare, Maria Ignatiadu, d'origen grec de l'Àsia Menor, va créixer a Imathia.
Kailí estudià arquitectura i enginyeria civil a la Universitat Aristòtil de Tessalònica. Més endavant va continuar els seus estudis a la Universitat del Pireu i hi obtingué un Màster en Arts en Afers Internacionals i Europeus. D'ençà del 2014, Kailí està fent un doctorat en Política Econòmica Internacional a la Universitat del Pireu; amb tot encara no l'ha acabat actualment.

## Escàndol de corrupció de Qatar a la Unió Europea
Arran d'una investigació sobre el crim organitzat, la corrupció i el blanqueig de capitals lligats a esforços de pressió en suport de Qatar i de la copa del món, la Policia Federal belga va arrestar diversos membres del Parlament Europeu el 9 de desembre del 2022, entre els quals Eva Kailí i el seu company Francesco Giorgi, un assistent parlamentari. Es va trobar llavors una maleta amb diners en efectiu amb el seu pare quan va ser arrestat, i alhora diverses bosses amb diners en efectiu a casa seva. Aquell mateix dia va ser suspesa tant del Grup Socialista i Demòcrata amb el qual és al Parlament Europeu com del seu partit nacional el PASOK. Com a part de la investigació, la policia belga va escorcollar 16 cases i va detenir almenys quatre persones, entre els quals l'exdiputat Pier Antonio Panzeri, la parella de Kailí i el pare de la vicepresidenta que anava en un tren amb una gran quantitat de diners en efectiu després d'assabentar-se de l'actuació policial per un còmplice. Durant la investigació, els investigadors van poder recuperar més de 600.000 euros en efectiu.